# Markian Mihajlovics Popov
Markian Mihajlovics Popov (oroszul: Маркиан Михайлович Попов) (Uszty-Medvegyickaja, Orosz Birodalom, (ma: Szerafimovics, Volgográdi terület, Oroszország). 1902. november 15. – Moszkva, 1969. április 22.) szovjet parancsnok, hadseregtábornok (1943. augusztus 28-tól 1944. április 20-ig; 1953. augusztus 3-tól), a Szovjetunió Hőse (1965. május 7.). 1956-tól 1962-ig a szovjet szárazföldi haderők főparancsnok-helyettese.

## Élete
A polgárháború idején, 1920-ban lépett be a Vörös Hadseregbe, korábban könyvtárosként dolgozott. 1921 februárjában lett a párt tagja. 1936-ban fejezte be tanulmányait a Frunzéről elnevezett katonai akadémián.
1941 januárjában a Távol-Keletről a Leningrádi Katonai Körzet élére került, amely június 22-én, a német invázió után az Északi Fronttá alakult át. Augusztus 27-én a Leningrádi Front parancsnoka lett, amelyet a főhadiszállás parancsára alakítottak ki az Északi Frontból. Szeptemberben Vorosilov került a helyére. A következő több mint egy évben különböző hadseregek élén állt, illetve a Sztálingrádi Front és a Voronyezsi Front parancsnokhelyettese volt. 1943 januárjában páncélos-frontgyorscsoportja (négy páncéloshadtest) részt vett a Harkov irányába indított offenzívában. Február végére súlyos veszteségeket szenvedett, utánpótlást pedig nem kapott, így Manstein ekkor lesújtó ellencsapása visszavetette a gyorscsoportot és Vatutyin Délnyugati Frontját. 1943. június 6-án kinevezték a Brjanszki Front parancsnokává. Ebben a beosztásban vett részt a kurszki csatában. Szeptember 17-én csapatai felszabadították Brjanszkot. Októberben Sztálin hadseregtábornokká léptette elő, majd a Balti Front élére irányította át (amelyet nemsokára átneveztek 2. Balti Fronttá). 1944 áprilisában azonban, miután a Riga elleni támadás kudarcba fulladt, lefokozták vezérezredessé, és Jerjomenko került a helyére. (A lefokozás nagy megszégyenítésnek számított a Vörös Hadseregben, és a híresebb magasabbparancsnokok közül Popovon kívül csak Petrov jutott erre a sorsra, a hírhedt Mehliszt és Kulikot leszámítva.) A háború hátralévő részében Govorov  törzsfőnöke volt a Leningrádi, majd a 2. Balti Frontnál.
A háború után a Lvovi Katonai Körzet (1945. július –), majd a Tavrijai Katonai Körzet (1946. július – 1954. június) élén állt. Sztálin halála után ismét előléptették hadseregtábornokká, talán hogy jóvátegyék az igazságtalanságot, ami a háború alatt történt vele. Golovanov légimarsall véleménye szerint az egyik legtehetségesebb szovjet parancsnok volt (ezt a véleményét bizonyos mértékig a háború alatt sokáig vezérkari főnökként dolgozó Vaszilevszkij is osztotta) és megérdemelte volna, hogy a Szovjetunió marsalljává léptessék elő. Zsukov ugyanakkor korántsem tartotta ilyen sokra mint katonai vezetőt.